# Georgios Souflias

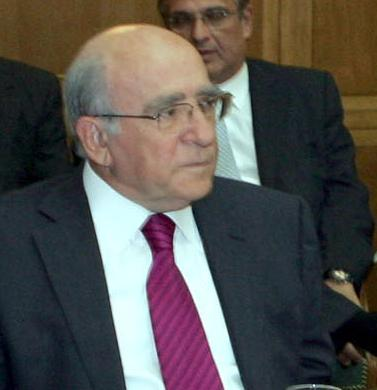
Georgios Souflias

Georgios Souflias (griechisch Γεώργιος Σουφλιάς, * 7. Juli 1941 in Agia Triada Farsalon bei Larisa) ist ein griechischer Politiker. Er bekleidete Ministerämter in verschiedenen konservativen Regierungen von 1989 bis 2009.
Souflias entstammt der Bevölkerungsgruppe der Sarakatsanen. Er schloss ein Ingenieurstudium an der Nationalen Technischen Universität Athen ab. Von 1966 bis 1974 war er in Larisa als Ingenieur tätig. Bei den Parlamentswahlen 1974 wurde er erstmals als Abgeordneter der konservativen Nea Dimokratia in das Griechische Parlament gewählt. Von November 1977 bis Mai 1980 war er Staatssekretär im Innenministerium, anschließend bis September 1981 im Koordinationsministerium.
In den Regierungen von Tzannis Tzannetakis, Xenophon Zolotas und Konstantinos Mitsotakis übte er folgende Ministerämter aus:
- Wirtschaftsminister Juli 1989 – Oktober 1989[4] und April 1990 – Oktober 1990[5]
- Finanzminister November 1989 – Februar 1990[6]
- Tourismusminister April 1990 – Mai 1990[7]
- Erziehungs- und Religionsminister Januar 1991 – Oktober 1993[8]

1997 kandidierte Souflias für den Parteivorsitz der Nea Dimokratia, unterlag jedoch Kostas Karamanlis. Im Februar 1998 wurde er mit zwei anderen Abgeordneten aus der Partei ausgeschlossen, weil er nicht entsprechend der Parteilinie abgestimmt hatte. Bei den Parlamentswahlen 2000 kandidierte er hierauf nicht. Auf eine öffentliche Einladung von Kostas Karamanlis trat er im April 2001 der Partei wieder bei und leitete das politische Planungsbüro der Nea Dimokratia, die sich damals in der Opposition befand.
Bei den Parlamentswahlen in Griechenland 2004 wurde er wieder als Abgeordneter der Nea Dimokratia gewählt. In den Regierungen von Kostas Karamanlis von 2004 bis 2009 war Souflias Minister für Umwelt, Raumordnung und öffentliche Arbeiten. Bei den vorgezogenen Parlamentswahlen 2009, bei der seine Partei die Regierungsmehrheit verlor, wurde er zwar wiedergewählt, zog sich jedoch aus allen politischen Ämtern zurück, nachdem er für die Niederlage verantwortlich gemacht wurde, weil er Kostas Karamanlis zu den vorgezogenen Wahlen geraten hatte.